# Pathping
Pathping è un programma di Microsoft Windows, accessibile tramite prompt dei comandi, che consente di valutare la connessione alla rete o a un altro computer. Esso combina le funzionalità di ping e tracert, ma in confronto ad essi ha il vantaggio che con un singolo comando viene testata la latenza di tutti i nodi, per un esteso periodo di tempo.
Oltre a valutare la connessione permette di stabilire esattamente per quanti e quali server, computer o nodi vari transitano i pacchetti dal nostro computer al server o oppure all'altro computer in questione.

## Sintassi[1]
```
   Sintassi: pathping [-g elenco-host] [-h max_hop] [-i indirizzo] [-n]
                [-p periodo] [-q num_query] [-w timeout]
                [-4] [-6] nome_destinazione
    Opzioni:
    -g elenco-host   Instradamento libero lungo l'elenco host.
    -h max_hop       Numero massimo di punti di passaggio per ricercare la
                     destinazione.
    -i indirizzo     Utilizza l'indirizzo origine specificato.
    -n               Non risolve gli indirizzi in nome host.
    -p periodo       Periodo di attesa tra i ping in millisecondi.
    -q num_query     Numero di query per salto.
    -w timeout       Timeout in millisecondi per ogni risposta.
    -4               Forza l'utilizzo di IPv4.
    -6               Forza l'utilizzo di IPv6.

```

## Esempi
```
   C:\>pathping www.wikipedia.org
   Traccia route verso wikipedia-lb.esams.wikimedia.org [91.198.174.225]
   su un massimo di 30 punti di passaggio:
     0     *          *
     1  dsldevice.lan [192.168.1.1]
     2     *     151.6.136.72
     3  151.6.33.97
     4  151.6.6.198
     5  151.6.2.178
     6  linx.te1-4-0.cr1.lon1.uk.euro-transit.net [195.66.225.76]
     7  te1-2-150.cr1.ams2.nl.euro-transit.net [195.13.60.5]
     8  193.34.48.98
     9  ve7.te-8-1.csw1-esams.wikimedia.org [91.198.174.250]
     10  wikipedia-lb.esams.wikimedia.org [91.198.174.225]
   Statistiche di calcolo per 250 secondi...
               Da orig. a qui   questo nodo/collegamento
   Hop  RTT    Persi/Inv.= Pct  Persi/Inv.= Pct  Indir.
     0                                           hp-HP.lan [192.168.1.3]
                                   0/ 100 =  0%   |
     1    0ms     0/ 100 =  0%     0/ 100 =  0%  dsldevice.lan [192.168.1.1]
                                   1/ 100 =  1%   |
     2   75ms     3/ 100 =  3%     2/ 100 =  2%  151.6.136.72
                                   0/ 100 =  0%   |
     3  120ms     1/ 100 =  1%     0/ 100 =  0%  151.6.33.97
                                   0/ 100 =  0%   |
     4  111ms     1/ 100 =  1%     0/ 100 =  0%  151.6.6.198
                                   1/ 100 =  1%   |
     5  147ms    72/ 100 = 72%    70/ 100 = 70%  151.6.2.178
                                   0/ 100 =  0%   |
     6  ---     100/ 100 =100%    98/ 100 = 98%  linx.te1-4-0.cr1
                                   0/ 100 =  0%   |
     7  109ms     2/ 100 =  2%     0/ 100 =  0%  te1-2-150.cr1.ams2.nl.euro-transit.net [195.13.60.5]
                                   0/ 100 =  0%   |
     8  ---     100/ 100 =100%    98/ 100 = 98%  193.34.48.98
                                   0/ 100 =  0%   |
     9  106ms     3/ 100 =  3%     1/ 100 =  1%  ve7.te-8-1.csw1-esams.wikimedia.org [91.198.174.250]
                                   0/ 100 =  0%   |
    10   97ms     2/ 100 =  2%     0/ 100 =  0%  wikipedia-lb.esams.wikimedia.org [91.198.174.225]
    Traccia completata.

```

Quando al posto dell'indirizzo vengono visualizzati degli asterischi significa che la richiesta al nodo in questione è andata in timeout, ad esempio a causa della congestione di rete.

## Varianti
Programmi simili, alcuni disponibili anche su altre piattaforme sono:
- MTR - My Traceroute
- LFT - Layer Four Traceroute